# Emigrace

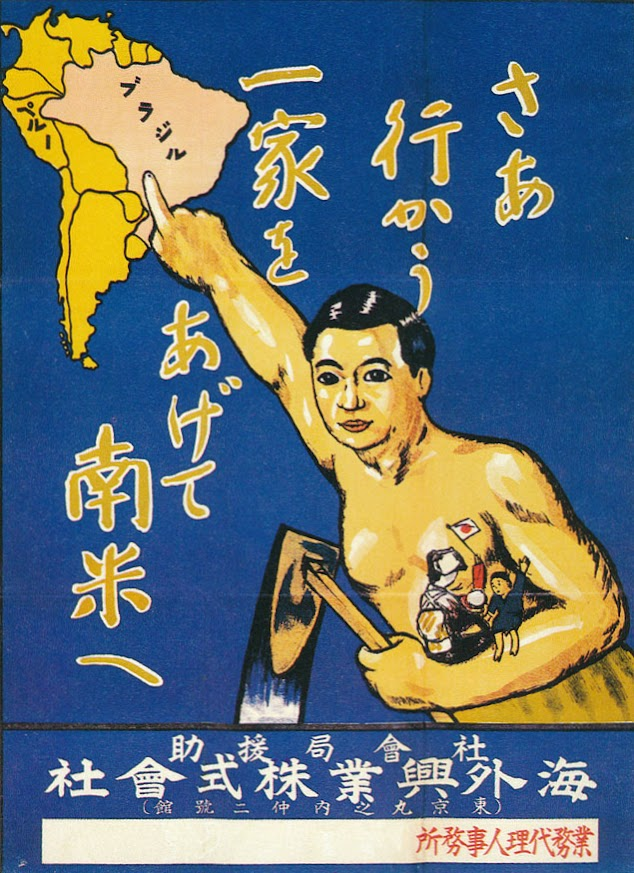
Japonský vládní plakát propagující Jižní Ameriku

Emigrace (z lat. ex-migrare, vystěhovat se) je opuštění (či útěk) ze země původu a přestěhování se do jiné země. Podobně imigrace znamená přistěhování se, což je totéž, ale z pohledu cílové země emigrace. Pro nedobrovolný odchod z vlastní země (vyhnanství) se užívá slovo exil a exulant či vyhnanec. Migrace je stěhování skupin obyvatelstva.

## Důvody emigrace
Důvody emigrace mohou být ekonomické, sociální, politické, náboženské nebo jiné pronásledování. Podle toho se rozlišuje mezi
- Uprchlíky, kteří žádají o azyl či mezinárodní ochranu, protože jim v jejich zemi hrozí pronásledování. Pokud je tato obava odůvodněná, jsou účastnické země dle Úmluvy o právním postavení uprchlíků z r. 1951 povinny jim přiznat status azylanta. V ČR tento postup upravuje zákon č. 325/1999 Sb., o azylu.
- Ekonomickými a sociálními migranty, kteří emigrují z vlastního rozhodnutí a kterých se týká Zákon o pobytu cizinců. V ČR se jedná o zákon č. 326/1999 Sb. Jestliže cizinci nesplňují podmínky pro přiznání azylu, může jim stát udělit doplňkovou ochranu.[1]

## Emigrace v ekologii a demografii
Pojem emigrace se používá též v ekologii, kde označuje přesun jedince (nebo skupiny jedinců) z příslušné populace jinam. Příkladem může být včela medonosná při rojení, mladí králíci odcházející založit novou kolonii apod.
Rovnice populačního růstu užívaná v ekologii nebo v lidské demografii se pak dá psát jako Nt+1 = Nt + B − D + I − E
- kde Nt+1 je množství jedinců v populaci v čase t+1
- Nt je množství jedinců v populaci v čase t
- B je porodnost (natalita)
- D je úmrtnost (mortalita)
- I je imigrace
- E je emigrace

Emigrace v uvedené rovnici označuje počet jedinců (obyvatel), kteří opustí určité území (stát, okres, územně vymezenou populaci) za jednotku času, což je zpravidla rok. Někdy se míra emigrace přepočítává na 1 000 nebo 100 000 jedinců (obyvatel). Je-li tedy míra emigrace v určitém státě např. 4 promile, znamená to, že z každých 1 000 obyvatel v daném roce čtyři opustili daný stát. Má-li tento stát např. 10 000 000 obyvatel, je celkové množství emigrujících obyvatel rovno 40 000.

## Velké emigrace či politicky významné emigrace

Podíl osob evropského původu

Veliký kulturní i politický význam měly už historické emigrační vlny. Z dnešního hlediska spíše ekonomickou emigrací byla kolonizace střední a východní Evropy v 13.–15. století. Velké vlny emigrace z náboženských důvodů přinesly občanské a náboženské války 16. a 17. století (např. židé ze Španělska, čeští exulanti, hugenoti po roce 1685 a šlechta za Revoluce z Francie, náboženští emigranti z Velké Británie do Severní Ameriky atd.). 19. století bylo dobou masové emigrace do USA, zejména z Irska, Německa, Itálie, Polska a dalších zemí. Hromadný politický exil následoval po Ruské revoluci v letech 1918–1923 i po převzetí moci nacisty v Německu roku 1933. Zejména emigrace Židů před válkou a za války měla významné důsledky pro následující kulturní a vědecký vzestup USA.
Po skončení druhé světové války muselo odejít z východních částí bývalé Německé říše a dalších území 12 až 14 milionů Němců, asi 1,2 milionu Poláků a po vzniku Polské republiky (1945–1947) byli z území bývalého Pruského Slezska vyhnáni i Češi (potomci pobělohorských exulantů) a ostatní národnostní menšiny. Několik milionů Židů emigrovalo do státu Izrael, odkud odešlo asi 650 tisíc Arabů a zhruba stejný počet Židů byl vypuzen z okolních arabských států. Po vyhlášení nezávislosti Indie (1947–1948) muselo přes 7 milionů muslimů odejít do Pákistánu a zhruba stejný počet Indů a Sikhů naopak z Pákistánu do Indie.
V roce 1992 požádalo o azyl v zemích EU 672 tisíc migrantů, načež počty řadu let klesaly. V roce 2014 dosáhl počet žadatelů 626 tisíc, převážně ze Sýrie a Afghánistánu, ale také z afrických zemí, Ukrajiny a ze západního Balkánu. Asi 70 % z nich požádalo v Německu, Švédsku, Itálii, Francii a Maďarsku a celkem 45 % žádostí bylo úspěšných. Podle země původu získalo azyl nejvíce uprchlíků ze Sýrie, Eritreje, Afghánistánu a Iráku.
V roce 2022 stoupl počet žádostí o azyl v zemích EU v důsledku ruské invaze na Ukrajinu.

## Česká emigrace a exil v historii
Významné vlny emigrace následovaly po prudkých politických a náboženských změnách, například v husitské době a zejména po porážce stavovského povstání roku 1620 a po zavedení Obnoveného zřízení zemského roku 1627 – tehdy z českých zemí odešlo odhadem padesát tisíc rodin. Tito exulanti věřili tomu, že se po změně poměrů budou moci do své vlasti vrátit.
Jiný typ poměrně masové emigrace z hospodářských důvodů nastal v důsledku demografického růstu a nedostatku půdy ve druhé polovině 19. století. Čeští a slovenští emigranti odcházeli zejména do USA, ale také do Ruska a dalších zemí.

## Československá emigrace
V době první republiky odcházeli do zahraničí Češi a Slováci především ze sociálně-ekonomických důvodů.

### Předválečná emigrace
V době první republiky odcházeli do zahraničí Češi a Slováci především ze sociálně-ekonomických důvodů. Mnoho lidí opustilo Československo v průběhu 20. století také v důsledku různých okupací v několika emigračních vlnách. První byla vyvolána nacistickou okupací roku 1939, kdy odcházeli jednak lidé politicky angažovaní, ale zejména Židé, kterým hrozilo vyhubení v koncentračních táborech (holokaust). Mnozí utečenci bojovali v cizích armádách a velká část se po roce 1945 vrátila. Pokud bojovali v západních armádách, byli po roce 1948 zpravidla diskriminováni a pronásledováni komunistickým režimem.

#### Vystěhovalectví československých občanů do Austrálie
Pomoc především Slovákům, ale i Čechům, kteří se chtěli v době mezi první a druhou světovou válkou vystěhovat do Austrálie většinou ze sociálně-ekonomických důvodů, poskytoval státní spolek Československý ústav zahraniční. V době první republiky žilo v Austrálii na 600 Čechů a Slováků. Pracovali převážně v zemědělství, dělnických profesích, někteří v různých řemeslech. Po několika letech pobytu se za některými emigranty přistěhovaly i jejich rodiny. Povolení ke vstupu do země dostali jejich nejbližší příbuzní i na přelomu dvacátých a třicátých let, v době velké hospodářské krize, kdy australská vláda přistěhovalectví téměř úplně zastavila, aby udržela pracovní místa pro australské dělníky. Ve druhé polovině třicátých let bylo vystěhovalectví vázáno na zvláštní přistěhovalecké předpisy. Vstup do země byl posuzován individuálně a povolován ministerstvem vnitra.
V oblasti kultury a sportu tu vyniklo několik občanů Československé republiky. Kulturní život v Austrálii první poloviny 20. let ovlivnil český taneční a baletní mistr Eduard Borovanský, člen baletu Národního divadla, který v zde několikrát hostoval a v roce 1938, když se dozvěděl o připojení Rakouska k nacistickému Německu, zůstal v Melbourne, natrvalo. Stál zde u založení australského státního baletního souboru. Zemřel v Melbourne v roce 1959.
V Austrálii se do povědomí příznivců fotbalu zapsal pražský fotbalový klub ČKD Vršovice, který zde v rámci čtyřměsíčního turné odehrál dvacet zápasů. Zde tento klub získal do svého znaku klokana a jméno Bohemians.

### Poúnorová emigrace
Druhou vlnu politické emigrace tvořili lidé, kteří odešli po komunistickém převratu v únoru roku 1948. Většina z těchto lidí považovala svůj exil za dočasný, po pádu komunistického režimu měli v úmyslu se vrátit. Roku 1952 vybudoval režim na hranicích takzvanou Železnou oponu, což emigraci podstatně ztížilo. V této vlně odešlo z Československa přibližně čtyřicet tisíc lidí. V roce 1955 byla komunisty poprvé vyhlášena propagandistická „Akce Návrat“, jejímž cílem bylo rozbití široké československé exilové základny v zahraničí.

### Posrpnová emigrace
Další emigrační vlna přišla po 21. srpnu 1968 po Invazi vojsk Varšavské smlouvy do Československa. Až do podzimu roku 1969 byly hranice poměrně otevřené, což emigraci usnadnilo. Odhadem odešlo z ČSSR v letech 1968–1969 více než 80 000 lidí. S tímto číslem je srovnatelná jen maďarská emigrace z roku 1956, kdy odešlo 300 000 obyvatel téměř přes noc.[zdroj?]
Mezi lety 1969 až 1989 odešlo z ČSSR dalších 140 až 150 tisíc lidí, z nichž bylo 24 % dětí a 41 % osob ve věku 16-30 let.[zdroj?] UNHCR uvádí až 250 tisíc lidí.[zdroj?]

### Legalizace emigrace
Po dlouhou dobu byla v socialistickém Československu emigrace trestná, majetky, jež tu emigranti zanechali, byly konfiskovány, jejich příbuzní měli záznam v kádrových posudcích, lidé, kteří byli s emigranty v kontaktu, byli trestáni, atd. Když několikrát vyhlášená „Akce Návrat“ nesplnila očekávání komunistického režimu, tak v roce 1977 vznikla směrnice, která emigrantům umožňovala upravit si vztahy s ČSSR. Znamenalo to legalizaci právního vztahu emigranta a ČSSR. Ten se mohl buď do vlasti vrátit, zůstat československým občanem v zahraničí, nebo po pěti letech legálně zrušit své občanství, načež byl považován za cizince a jako na takového na něj československé úřady od toho okamžiku pohlížely. Tuto možnost mohli využít lidé, kteří se politicky či jinak neangažovali proti komunistickému režimu či se dostatečně káli a v obou případech slíbili, že se ani v budoucnu angažovat nebudou. Za „upravení vztahu“ musel emigrant zaplatit ve valutách.

### Krajané
Krajan je název pro příslušníka druhé a následovné generace imigrantů do cílové země, narozený v tranzitní nebo cílové zemi emigrace, který má český nebo slovenský původ. Krajan alespoň pasivně ovládá český nebo slovenský jazyk a ještě se plně neasimiloval do nové národnosti. Krajan se obvykle vykazuje svým národním původem, udržuje vztahy se svou původní vlastí, udržuje tradice přivezené ze staré vlasti a účastní se dění v krajanských spolcích.
Nejznámější krajanská centra v severní Americe jsou Tábor v Jižní Dakotě, Praha v Texasu, New Prague a Veseli v Minnesotě nebo Cicero v Illinois. Významné krajanské spolky a činnosti vznikly v té době v USA, v Kanadě, v Německu, ve Francii, ve Švýcarsku a v dalších zemích. Ve východní Evropě žijí čeští krajané na Ukrajině v oblasti Volyně, na Krymu, v moldavské vesnici Holubinka, v několika horských vesnicích v rumunském Banátu, v přilehlé nížinaté oblasti Banátu na Vojvodině v okolí města Bela Crkva, kde se nachází vesnice Selo, Kruščice a Gáj, a dále v bosenských obcích Nová Ves nebo Mačino Brdo, které se nachází v oblasti kolem města Banja Luky. Významná česká menšina žije též v Chorvatsku, v okolí města Daruvaru.

### Uloženka
Jako uloženka byla označována osoba poslaná v období komunistické diktatury do zahraničí Státní bezpečností, převážně v emigračních vlnách z let 1968/1969 a v roce 1986. „Uloženka“ vystupovala jako běžný emigrant nevzbuzující pozornost. Jejím úkolem bylo usadit se v cílové zemi, co nejdříve získat nové státní občanství a profesní postavení a být připravený na pozdější využití. Uloženek bylo z ČSSR do zahraničí odesláno několik tisíc. O tomto termínu se v ČR poprvé zmiňuje Ivan Sviták, pracovník MZV ČSSR na přelomu šedesátých a sedmdesátých let ve svých Statích.

## Reemigrace
Pojem reemigrace označuje návrat emigranta (případně jeho potomků) do země, z níž odešel. Reemigraci musí vždy předcházet emigrace, což je opuštění či únik z jedné země do druhé.

### Postoj EU
Evropská unie disponuje nástrojem nazývaným „Integral part“, který navrhla Evropská komise v roce 2005 a který se týká ilegálních migrantů, kteří mají býti vráceni zpět do země původu.

### Důvody reemigrace
Důvodů k reemigraci je velké množství a často jsou navzájem propojeny. Mezi nejvýznamnější faktory patří tyto:
Ekonomické
Ekonomické důvody k reemigraci jsou často spojeny se změnou hmotného zajištění jedince. V takovém případě je opětovný návrat do země původu vázán na snahu zajistit si lepší ekonomické postavení, než jakého bylo dosaženo v hostitelské zemi.
Sociální
Sociální důvody vykreslují vztah mezi reemigrujícím a okolní společnosti. Tato návaznost má dvojí podobu. Důvodem k reemigraci může být jak neuspokojivá integrace do nové společnosti, která v jedinci vytvoří pocit frustrace a odcizení, tak i návaznost reemigranta na původní společnost, například blízké pouto k rodině a blízkým. Tato návaznost později vede k opětovnému návratu.
Politické
Politické důvody opětovného návratu tvoří významnou část na celkovém podílu reemigrace. Oficiálně deklarovaný, ale i nepřímý politicko-společenský nátlak ze strany hostitelských vládnoucích elit na jedince či celou skupinu v podobě perzekucí a jiného protiprávního jednání vede k nucenému odchodu emigranta do jiné další země. Druhou možností pak může být návrat emigranta do rodné země v důsledku příznivých politických změn, které v ní nastaly.

### Proces reemigrace na konkrétním případu
Právní proces reemigrace není ve všech státech jednotný. Pro demonstraci poslouží právní systém v Nizozemsku, který s reemigrací počítá a určuje její pravidla.
Pokud se rozhodnete pro reemigraci do své země původu, máte možnost požádat Sociální pojišťovnu o tzv. měsíční příspěvek na reemigraci, který vám má pokrýt životní náklady v průběhu procesu vaší reemigrace. Tato možnost je ukotvena v zákoně o vysídlení. Výše této výhody závisí na vaší rodinné situací, na vaší mateřské zemi, do které chcete reemigrovat, a také na dalších dávkách, které pobíráte. Ty se vám pak odečítají z příspěvku na reemigraci. Nizozemský systém také nabízí příspěvek na zdravotní pojištění, pakliže se po přestěhování nenacházíte v nizozemském systému zdravotního pojištění.

### Reemigrační vlny v historii Československa
Reemigrační vlny v Československu a v pozdějším Česku by se daly rozdělit na dvě fáze.
První reemigrační vlna byla ta poválečná v druhé polovině čtyřicátých let, vyvolaná porážkou Německa ve 2. světové válce a z toho plynoucím rozpadem Protektorátu, na nějž navázalo obnovení Československa, tzv. třetí republika. Už v červenci roku 1945 československá vláda oficiálně požádala emigranty o návrat do vlasti. Jedním z hlavních důvodů bylo naplnění pracovních míst a dosídlování pohraničí. 
Reemigrace pobělohorských exulantů byla dlouhodobě složitá a různá reemigrační úřední nařízení vedla do slepých uliček. Proto byl už v roce 1928 byl založen Janem Auerhanem Československý ústav zahraniční. Je otázkou, zda by k reemigraci potomků pobělohorských exulantů do vlasti vůbec došlo, kdyby neexistoval ČÚZ, kdyby nebyli vysídleni Němci z Československa a kdyby těmto perzekvovaným Čechům nenabídlo ihned azyl Německo. Před drancujícími hordami Poláků vyhánějících Čechy z „nového Polska“ exulantům (kromě širokých rodinných vazeb) nikdo kromě Německa okamžitě nepomohl.
Druhá vlna reemigrace byla po pádu komunismu v devadesátých letech 20. století. 35 tisíc lidí reemigrovalo po sametové revoluci, což v porovnání s počtem lidí, kteří Československo opustili, nebylo vysoké číslo. Úřad Vysokého komisaře OSN pro uprchlíky uvádí, že pouze během let 1969–1989 opustilo Československo 250 tisíc lidí. Největší příliv vracejících se obyvatel byl v prvních pěti letech, tj. od roku 1991 do roku 1994. Následovně nastal trvalý mírný pokles. Důvodů reemigrantů vracet se zpět bylo mnoho, primární důvody byli přátelé či rodina. Důvod proč se nevracet, byla například trvalá práce v zahraničí, o kterou nechtěli přijít. Mezi známé reemigranty by se dal zařadit například režisér Juraj Herz, který emigroval v osmdesátých letech. Mnoho reemigrantů se vracelo do Česka jen okrajově, tzn. že si nadále udržovalo druhý domov ve své druhé zemi jako například herec Jan Tříska, zpěvák Waldemar Matuška či spisovatel Arnošt Lustig.